# 東組
東組（あずまぐみ）は、大阪府西成区に本部を置く指定暴力団。構成員の総数は2011年の警察庁の報告で約180人、2014年の報告で約150人、2023年の報告で約60人。

## 概要
暴力団の群雄割拠地帯と言われてきた西成地区にありながら、山口組などの大団体の傘下に収まることもなく、その創立から常に独立状態を貫いた上に、他団体との縁戚関係の樹立も行わず、そういった理由から「孤高の少数精鋭」などと謳われてきた。
「武闘派一門」や「喧嘩の東組」などの異称をもっても知られ、1973年のミナミにおける、些細なトラブルを端に発した山健組との銃撃戦を皮切りに、山口組とは暴力的な対立抗争事件を数次にわたって引き起こしてきた。

## 来歴
創立者の東清はもとは浪花の侠客として名のあった池田大次郎率いる池田組の舎弟頭である信貴久治の子分だった。
池田組の解散に伴い1960年頃に西成を本拠地としてこの東組を結成、当初の人員総数はわずか30人足らずであったものの、1973年頃には120人を数えるまでになっていた。1993年の8月をもって暴力団対策法に基づく指定暴力団へ移行した。やがて長年にわたり首領の座にあった東清が2010年の初め頃に引退。時の若頭であった滝本博司が跡目を継承した。

## 情勢
同じく西成本拠の酒梅組と並ぶ指定暴力団で、本部の所在地は大阪府大阪市西成区山王(1-11-8)、大阪府内を専らの活動地としている。その人員総数は2011年度における警察庁の報告によればおよそ180。大阪府警捜査四課の同年度の報告によればおよそ290人で、覚醒剤の密売を主な資金源としている。構成員の大部分が大阪出身者で占められている。往時には上層部の多くが西成出身者であったものの、西成出身の構成員は今や少数派であるという。

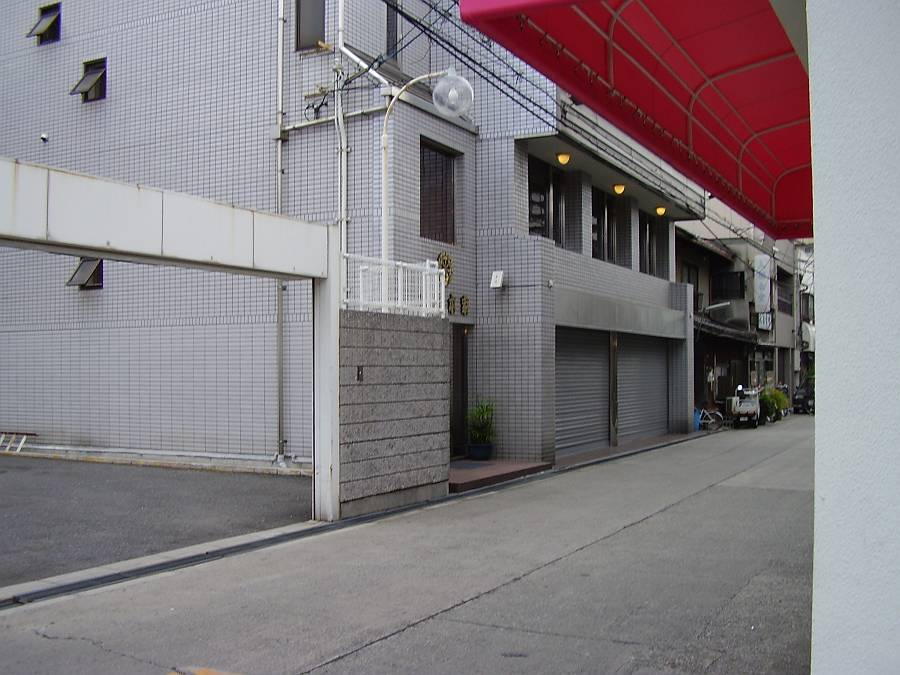
東組 本家
本部事務所はビルで、その玄関には「東」と記した表札を掛ける。

## 抗争史
勢力の伸張を経て有力団体の一となった1973年頃からというもの、東組は他の暴力団組織を相手取った幾度かの抗争事件の当事者となってきた。その代表的なものとして、山口組ならびに酒梅組とのそれが挙げられる。

### 対山口組
1973年（9月）、大阪・ミナミの繁華街にて所属構成員と山口組系山健組の構成員の間で些細なトラブルが発生。これが互いの本部事務所を銃撃し合うほどの大抗争へと発展した。早期に手打ちが実現したものの、当時の山口組でも屈指の好戦勢力として知られていた山健組を相手に引けを取らない戦闘行動を展開したとして、この抗争は組織の名を世に広く知らしめる結果となった。
1982年の3月にも山口組の二次団体との抗争事件を引き起こし、さらに1987年になると、別の山口組の系列組織と半年間にわたって抗争を展開。26件の事件をもって5名の死者と2名の負傷者を出すに至ったその抗争は、のちに「泉州抗争」と題された。

### 対酒梅組
1983年、時の関西地方でも屈指の勢力を有していた五代目酒梅組との対立抗争が発生、わずか2ヶ月の間に、大阪のみならず奈良、京都、和歌山、さらには熊本や鳥取までをも舞台として、およそ40回にものぼる抗争事件を引き起こした。双方合わせて死者1名、負傷者8名、逮捕者107名。「新大阪戦争」としてマスメディアを通しての注目を広く集める結果となった。

## 幹部陣（2011年・2012年）
| 代 | 組長     | 期間      |
| -- | -------- | --------- |
| 初 | 東清     | 1960—2010 |
| 二 | 滝本博司 | 2010—現在 |

- 組長：滝本博司
- 副組長：川口和秀（二代目清勇会会長）[1] ― 未決勾留を含め22年余の長期服役(判決は懲役15年)を2010年12月に満了[13]
- 若頭：田村順一（三代目森田組組長）[1] ― 事務局長の役を経て、二代目体制発足に伴い若頭の役に就任。[13]
- 本部長：赤松國廣（初代赤松組組長）[1] ― 2011年1月に死去[8]
- 若頭補佐
  - 田中明彦（田中組組長/清勇会若頭）[13]
  - 土方基成（総長付/司成会会長）[14]
  - 中江常雄（二代目滝本組組長）[15]
  - 横山定光 ― 2012年に死去[16]
- 組長秘書
  - 藪田等（藪田組組長）[15]
  - 宮脇信行（三代目赤松組組長）[15]
- 相談役：渋谷正玄（二代目州平会長）[15]
- 慶弔委員長：土井良一[15]
- 事務局長：木村純壹 (木村組 組長)
- 系列組織 2010年発足の二代目体制における傘下組織は総数20ほどで、その3分の1は二代目体制発足に伴う形で新たに誕生。[13]
  - 山澤正敬（本家付 三代目森田組本部長）[13] ― 府内堺市に育ち、10代後半頃から豊中市内の森田組本部への出入りを開始。田村順一（三代目森田組組長）のもとで正式に森田組へと加入した。[8]
  - 大野大介（本家付 二代目清勇会若頭）[13] ― 府内貝塚市出身で、10代半ば頃に暴力団界入り。のちに一度はカタギに戻るも、呉本幸造（二代目清勇会会長代行/初代幸導舎組長）の傘下で復帰。[8]
  - 呉本公一（二代目清勇会本部長）[13] ― 府内和泉市育ちで、知人関係から東組本家に出入りを始め、17歳時に暴力団界入り。それから5年に及んだいわゆる部屋住み修行(現部屋住み若中堤賢人他2名)を経て、幸導舎組長・呉本幸造の養子分となり苗字を呉本へ。2011年の8月に幸導舎の二代目を襲名。[8]
  - 隈村州男（二代目清勇会若頭補佐）[13] ― 東組本部のごく近場の出身で、赤松國廣（二代目東組本部長）とは家も近所で古くからの知り合いであった。そうした縁から2002年に赤松のいわゆる舎弟となって暴力団界入り。2011年の4月に清勇会の若頭補佐の役を得た。[8] 二代目東組発足時にはいわゆる「盃直し」（組織再編の儀）で媒酌人の役を務めた。[13]
  - 木村雄治（李 雄二）（二代目関谷組組長）― 韓国籍。2019年8月、カナダから覚醒剤を密輸しようとしたとして逮捕[17]。

## 直系組織
- 清勇会[18][19][20][21][22][23] - 大阪府堺市。2022年に解散（『ヤクザと憲法』に登場。松山尚人は正式組員ではなく後に離脱）。
- 三代目森田組 - 大阪府豊中市
- 田中組 - 大阪府大阪市住吉区
- 四代目関谷組 - 大阪府堺市
- 二代目大侠会 -大阪府堺市
- 司成会 - 大阪府堺市
- 三代目赤松組 - 大阪府大阪市西成区
- 二代目滝本組 - 大阪府大阪市西成区
- 二代目久住組 - 大阪府大阪府門真市
- 木村組 - 大阪府大阪市西成区
- 滝心会 - 大阪府大阪市西成区
- 二代目司道會 - 大阪府大阪市西成区
- 福本会 - 大阪府大阪市西成区
- 林組 - 大阪府大阪市西成区
- 桜井会 - 大阪府東大阪市
- 博龍会 - 大阪府大阪市生野区
- 青山組 - 大阪府大阪市西成区
- 稲葉組 - 大阪府大阪市西成区
- 二代目田村組 -大阪府豊中市
- 大野組 - 大阪府堺市
- 二代目幸導舎 - 大阪府熊取町
- 新進会 - 大阪府堺市
- 橋本組 - 大阪府大阪市住吉区
- 谷征会 - 大阪府大阪市西成区
- 尾崎組 - 大阪府大阪市住吉区